# Уилкенс, Ленни

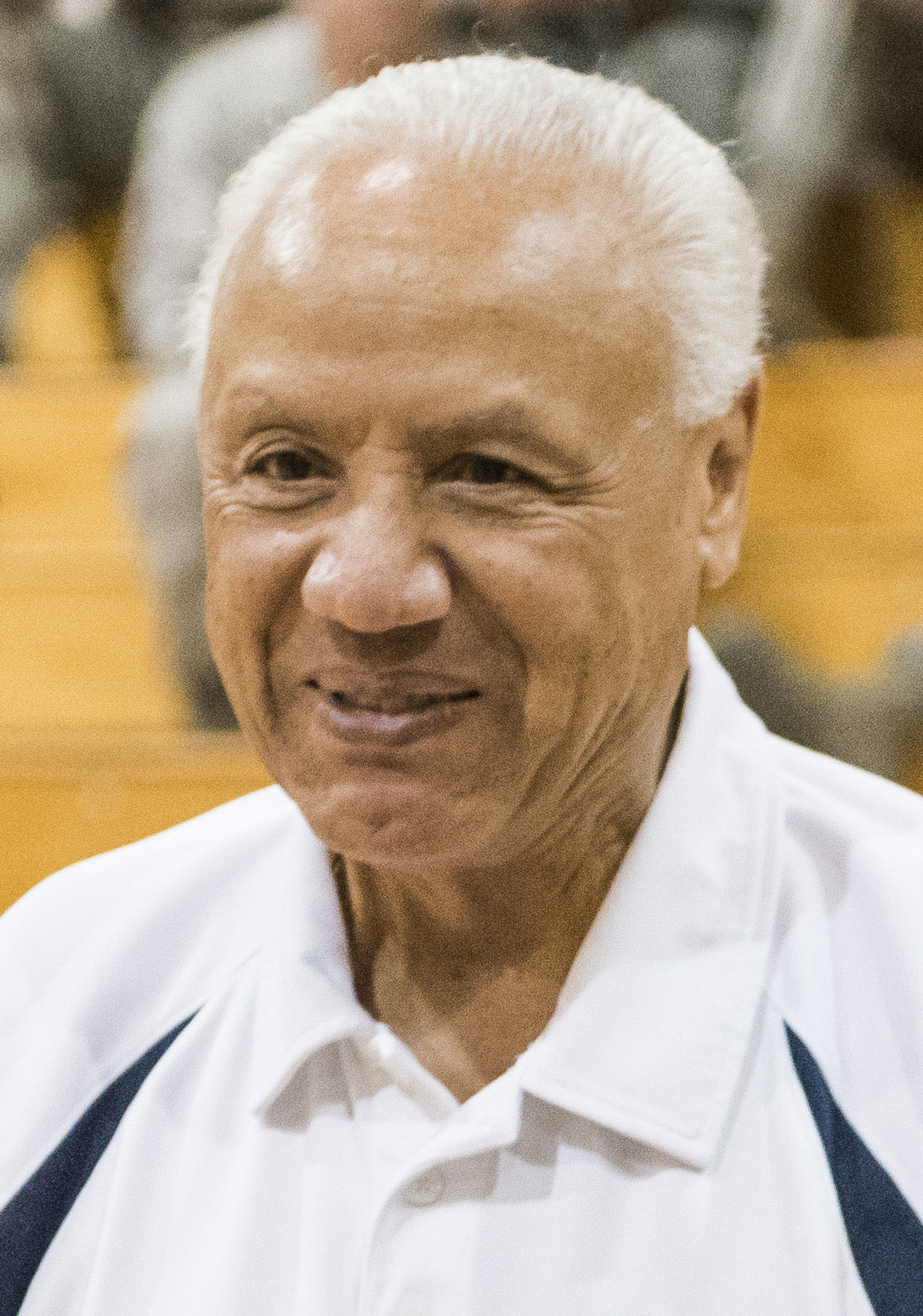
Wilkens, 2013

Леонард Рэндольф «Ленни» Уилкенс (англ. Leonard Randolph "Lenny" Wilkens; родился 28 октября 1937 года; Бедфорд-Стайвесант, Бруклин, Нью-Йорк, США) — американский профессиональный баскетболист и тренер, выступавший в Национальной баскетбольной ассоциации. Известен как один из самых талантливых тренеров НБА за всю её историю. Он был трижды введен в Зал славы баскетбола: сначала в 1989 году как игрок, в 1998 году в качестве тренера и в 2010 году в составе олимпийской «Dream Team» США 1992 года, в которой он был ассистентом тренера. В 1996 году Уилкенс был включен в список, посвященный пятидесятилетию Национальной баскетбольной ассоциации, а в 2021 году он был включен в команду, посвященную 75-летию НБА. Кроме того, в 2022 году он также был включен в список 15 величайших тренеров в истории НБА, став единственным человеком, вошедшим в список празднования 75-го сезона НБА как игрок, так и тренер. В 2006 году он также был включен в Зал баскетбольной славы колледжей.

## Биография
Уилкенс вырос в районе Бедфорд-Стайвесант в Бруклине. Его отец был афроамериканцем, а мать - американкой ирландского происхождения. Уилкенс был воспитан в римско-католической вере.
Ленни Уилкенс начал карьеру в студенческой команде колледжа Провиденса «Провиденс Фриарс». С 1960 года выступал за команду НБА «Сент-Луис Хокс», которая выбрала его в первом раунде под общим 6-м номером на драфте НБА 1960 года. Всего за свою 15-летнюю карьеру Уилкенс успел поиграть в четырёх командах НБА.
В 1969 году он стал играющим тренером, возглавив «Сиэтл Суперсоникс». В сезоне 1969/1970 годов стал лидером лиги по количеству результативных передач (всего 683 передачи в 75 матчах, 9,11 передачи в среднем за игру). После завершения карьеры игрока тренировал «Суперсоникс» (1969—1972), «Портленд Трэйл Блэйзерс» (1974—1976), «Кливленд Кавальерс» (1986—1993), «Атланта Хокс» (1993—2000), «Торонто Рэпторс» (2000—2003) и «Нью-Йорк Никс» (2004—2005).
В сезоне 1978/79 годов «Сиэтл Суперсоникс» выиграл чемпионат НБА. В январе 1994 года Уилкенс превзошёл рекорд, установленный Редом Ауэрбахом, выиграв 939 матчей в сезонах НБА как тренер (доведя затем рекорд до 1332 побед). Рекорд Уилкенса по победам среди тренеров в 2010 году превзошёл Дон Нельсон, а в 2022 году — Грегг Попович. Ленни Уилкенс также является лидером по количеству поражений в карьере среди всех тренеров НБА (1155).
На летних Олимпийских играх 1992 года в Барселоне завоевал золотые награды вместе с «Командой мечты» в качестве ассистента главного тренера Чака Дэйли. А в 1996 году Ленни Уилкенс уже самостоятельно привёл к победе на Олимпийских играх в Атланте мужскую сборную США по баскетболу.
В 1989 году Ленни Уилкенс был избран в Зал славы баскетбола как игрок, а в 1998 году — как тренер. Ленни один из четырёх человек, которых включали в Зал славы в обеих категориях, трое других — это Джон Вуден, Билл Шерман и Том Хейнсон. 29 октября 1996 года Уилкенс был включён в список 50 величайших игроков в истории НБА.

## Награды и достижения
- 9-кратный участник матчей всех звёзд (1963—1965, 1967—1971, 1973)
- MVP матча всех звёзд (1972)
- Лидер регулярного чемпионата НБА по количеству результативных передач (1970)
- Чемпион НБА, как тренер «Сиэтл Суперсоникс» (1979)
- Включён в Зал славы баскетбола (как игрок) (1989)
- Тренер года НБА (1994)
- Член списка 50 величайших игроков в истории НБА (1996)
- Член списка 10 лучших тренеров в истории НБА (1996)
- Включён в Зал славы баскетбола (как тренер) (1998)

## Статистика

### Статистика в НБА
| Сезон                                                                                    | Команда        | Регулярный сезон | Регулярный сезон | Регулярный сезон | Регулярный сезон | Регулярный сезон | Регулярный сезон | Регулярный сезон | Регулярный сезон | Регулярный сезон | Регулярный сезон | Регулярный сезон | Серия плей-офф | Серия плей-офф | Серия плей-офф | Серия плей-офф | Серия плей-офф | Серия плей-офф | Серия плей-офф | Серия плей-офф | Серия плей-офф | Серия плей-офф | Серия плей-офф |
| Сезон                                                                                    | Команда        | GP               | GS               | MPG              | FG%              | 3P%              | FT%              | RPG              | APG              | SPG              | BPG              | PPG              | GP             | GS             | MPG            | FG%            | 3P%            | FT%            | RPG            | APG            | SPG            | BPG            | PPG            |
| ---------------------------------------------------------------------------------------- | -------------- | ---------------- | ---------------- | ---------------- | ---------------- | ---------------- | ---------------- | ---------------- | ---------------- | ---------------- | ---------------- | ---------------- | -------------- | -------------- | -------------- | -------------- | -------------- | -------------- | -------------- | -------------- | -------------- | -------------- | -------------- |
| 1960/61                                                                                  | Сент-Луис Хокс | 75               |                  | 25,3             | 42,5             |                  | 71,3             | 4,5              | 2,8              |                  |                  | 11,7             | 12             |                | 36,4           | 38,0           |                | 75,9           | 6,0            | 3,5            |                |                | 14,2           |
| 1961/62                                                                                  | Сент-Луис Хокс | 20               |                  | 43,5             | 38,5             |                  | 76,4             | 6,6              | 5,8              |                  |                  | 18,2             | Не участвовал  | Не участвовал  | Не участвовал  | Не участвовал  | Не участвовал  | Не участвовал  | Не участвовал  | Не участвовал  | Не участвовал  | Не участвовал  | Не участвовал  |
| 1962/63                                                                                  | Сент-Луис Хокс | 75               |                  | 34,3             | 39,9             |                  | 69,6             | 5,4              | 5,1              |                  |                  | 11,8             | 11             |                | 36,4           | 37,0           |                | 75,5           | 6,3            | 6,3            |                |                | 13,7           |
| 1963/64                                                                                  | Сент-Луис Хокс | 78               |                  | 32,4             | 41,3             |                  | 74,0             | 4,3              | 4,6              |                  |                  | 12,0             | 12             |                | 34,4           | 44,8           |                | 75,9           | 5,0            | 5,3            |                |                | 14,3           |
| 1964/65                                                                                  | Сент-Луис Хокс | 78               |                  | 36,6             | 41,4             |                  | 74,6             | 4,7              | 5,5              |                  |                  | 16,5             | 4              |                | 36,8           | 35,1           |                | 82,8           | 3,0            | 3,8            |                |                | 16,0           |
| 1965/66                                                                                  | Сент-Луис Хокс | 69               |                  | 39,0             | 43,1             |                  | 79,3             | 4,7              | 6,2              |                  |                  | 18,0             | 10             |                | 39,1           | 39,9           |                | 68,7           | 5,4            | 7,0            |                |                | 17,1           |
| 1966/67                                                                                  | Сент-Луис Хокс | 78               |                  | 38,1             | 43,2             |                  | 78,7             | 5,3              | 5,7              |                  |                  | 17,4             | 9              |                | 42,0           | 40,0           |                | 85,6           | 7,6            | 7,2            |                |                | 21,4           |
| 1967/68                                                                                  | Сент-Луис Хокс | 82               |                  | 38,6             | 43,8             |                  | 76,8             | 5,3              | 8,3              |                  |                  | 20,0             | 6              |                | 39,5           | 44,0           |                | 75,0           | 6,3            | 7,8            |                |                | 18,3           |
| 1968/69                                                                                  | Сиэтл          | 82               |                  | 42,2             | 44,0             |                  | 77,0             | 6,2              | 8,2              |                  |                  | 22,4             | Не участвовал  | Не участвовал  | Не участвовал  | Не участвовал  | Не участвовал  | Не участвовал  | Не участвовал  | Не участвовал  | Не участвовал  | Не участвовал  | Не участвовал  |
| 1969/70                                                                                  | Сиэтл          | 75               |                  | 37,4             | 42,0             |                  | 78,8             | 5,0              | 9,1              |                  |                  | 17,8             | Не участвовал  | Не участвовал  | Не участвовал  | Не участвовал  | Не участвовал  | Не участвовал  | Не участвовал  | Не участвовал  | Не участвовал  | Не участвовал  | Не участвовал  |
| 1970/71                                                                                  | Сиэтл          | 71               |                  | 37,2             | 41,9             |                  | 80,3             | 4,5              | 9,2              |                  |                  | 19,8             | Не участвовал  | Не участвовал  | Не участвовал  | Не участвовал  | Не участвовал  | Не участвовал  | Не участвовал  | Не участвовал  | Не участвовал  | Не участвовал  | Не участвовал  |
| 1971/72                                                                                  | Сиэтл          | 80               |                  | 37,4             | 46,6             |                  | 77,4             | 4,2              | 9,6              |                  |                  | 18,0             | Не участвовал  | Не участвовал  | Не участвовал  | Не участвовал  | Не участвовал  | Не участвовал  | Не участвовал  | Не участвовал  | Не участвовал  | Не участвовал  | Не участвовал  |
| 1972/73                                                                                  | Кливленд       | 75               |                  | 39,6             | 44,9             |                  | 82,8             | 4,6              | 8,4              |                  |                  | 20,5             | Не участвовал  | Не участвовал  | Не участвовал  | Не участвовал  | Не участвовал  | Не участвовал  | Не участвовал  | Не участвовал  | Не участвовал  | Не участвовал  | Не участвовал  |
| 1973/74                                                                                  | Кливленд       | 74               |                  | 33,6             | 46,5             |                  | 80,1             | 3,7              | 7,1              | 1,3              | 0,2              | 16,4             | Не участвовал  | Не участвовал  | Не участвовал  | Не участвовал  | Не участвовал  | Не участвовал  | Не участвовал  | Не участвовал  | Не участвовал  | Не участвовал  | Не участвовал  |
| 1974/75                                                                                  | Портленд       | 65               |                  | 17,9             | 43,9             |                  | 76,8             | 1,8              | 3,6              | 1,2              | 0,1              | 6,5              | Не участвовал  | Не участвовал  | Не участвовал  | Не участвовал  | Не участвовал  | Не участвовал  | Не участвовал  | Не участвовал  | Не участвовал  | Не участвовал  | Не участвовал  |
|                                                                                          | Всего          | 1077             |                  | 35,3             | 43,2             |                  | 77,4             | 4,7              | 6,7              | 1,3              | 0,2              | 16,5             | 64             |                | 37,5           | 39,9           |                | 76,9           | 5,8            | 5,8            |                |                | 16,1           |
| Наведите курсор мыши на аббревиатуры в заголовке таблицы, чтобы прочесть их расшифровку. |                |                  |                  |                  |                  |                  |                  |                  |                  |                  |                  |                  |                |                |                |                |                |                |                |                |                |                |                |

### Статистика в NCAA
| Сезон | Команда   | Conf  | Class | GP | GS | MPG | FG%  | 3P% | FT%  | RPG | APG | SPG | BPG | PPG  |
| --- | --------- | ----- | ----- | -- | -- | --- | ---- | --- | ---- | --- | --- | --- | --- | ---- |
| 1957/58 | Провиденс | Ind   | SO    | 24 |    |     | 43,4 |     | 64,6 | 7,9 |     |     |     | 14,9 |
| 1958/59 | Провиденс | Ind   | JR    | 27 |    |     | 42,8 |     | 61,8 | 7,0 |     |     |     | 15,7 |
| 1959/60 | Провиденс | Ind   | SR    | 29 |    |     | 43,4 |     | 70,0 | 7,1 |     |     |     | 14,2 |
| Всего | Всего     | Всего | Всего | 80 |    |     | 43,2 |     | 65,5 | 7,3 |     |     |     | 14,9 |
| Наведите курсор мыши на аббревиатуры в заголовке таблицы, чтобы прочесть их расшифровку Статистика приведена с сайта sports-reference.com |           |       |       |    |    |     |      |     |      |     |     |     |     |      |